# Annekatrin Thieleová
Annekatrin Thieleová, nepřechýleně Annekatrin Thiele (* 18. října 1984, Sangerhausen, Německá demokratická republika) je německá veslařka. Je olympijskou vítězkou na párové čtyřce z olympijských hrách 2016 v Rio de Janeiro. Je také držitelkou dvou stříbrných olympijských medailí. Na olympijských hrách 2008 v Pekingu získala stříbro na dvojskifu a na olympijských hrách 2012 v Londýně na párové čtyřce. Je též dvojnásobnou mistryní světa na párové čtyřce.